# ペケレット湖
ペケレット湖（ペケレットこ）は、北海道札幌市北区篠路町篠路にある沼である。「ペケレット沼」（ペケレットぬま）とも呼ばれている。
湖名の由来は、アイヌ語の「ペケレ・ト」（明るい沼）。

## 概要
湖の周囲の土地は、ジンギスカン料理のレストランであるペケレット湖園に所有されている。湖の周囲には遊歩道が整備されているが、岸は自然なままにされている。食事なしにでも、飲み物を注文すれば散策が可能。冬季は休業。